# پاینت

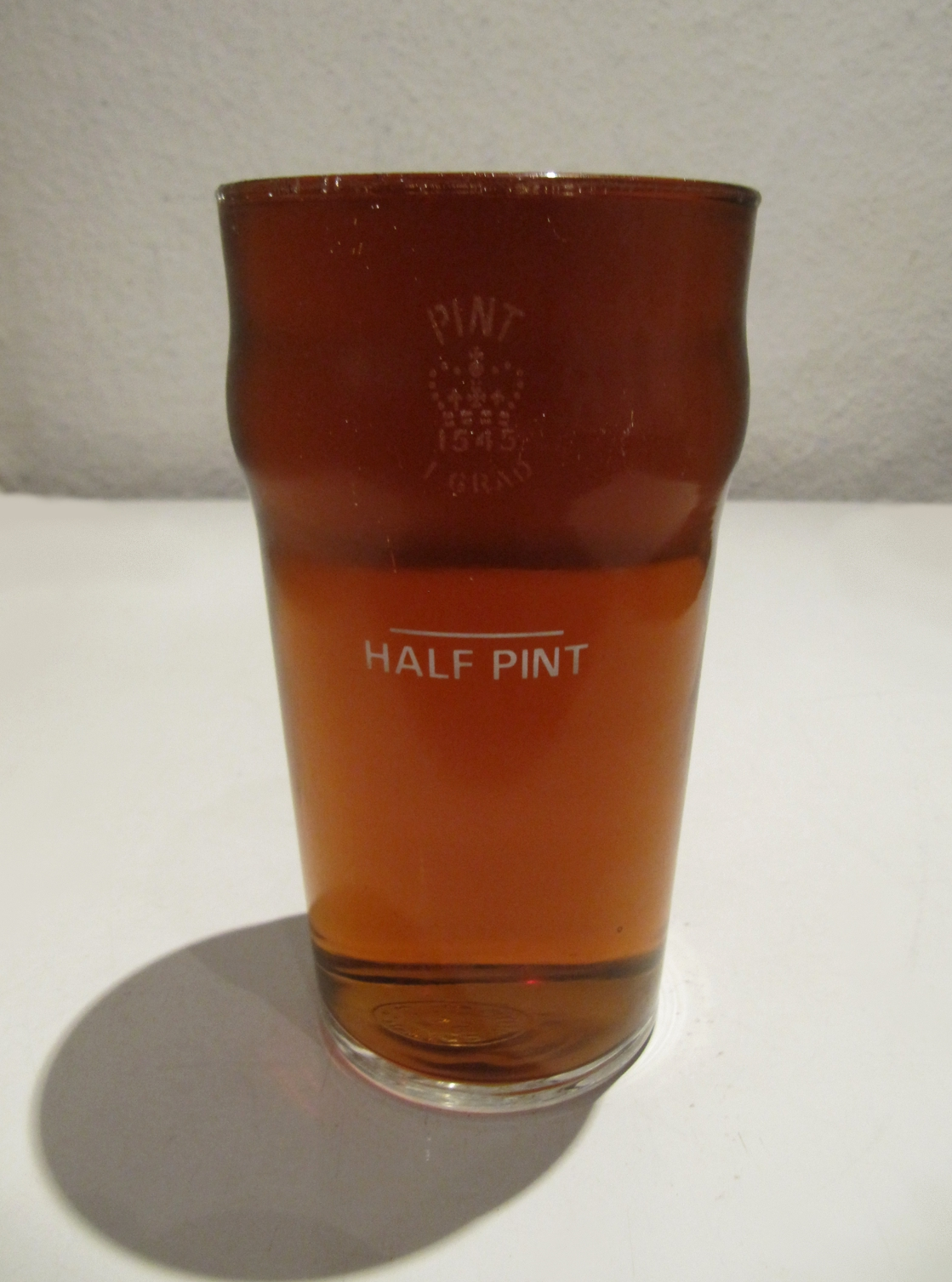
یک لیوان پاینت

پاینت (انگلیسی: Pint) یک واحد اندازه‌گیری حجم در سیستم‌های واحد اندازه‌گیری بریتانیا و آمریکا و در هر دو، برابر با یک-هشتم گالون می‌باشد.

## تعاریف

### پاینت بریتانیایی (سلطنتی)

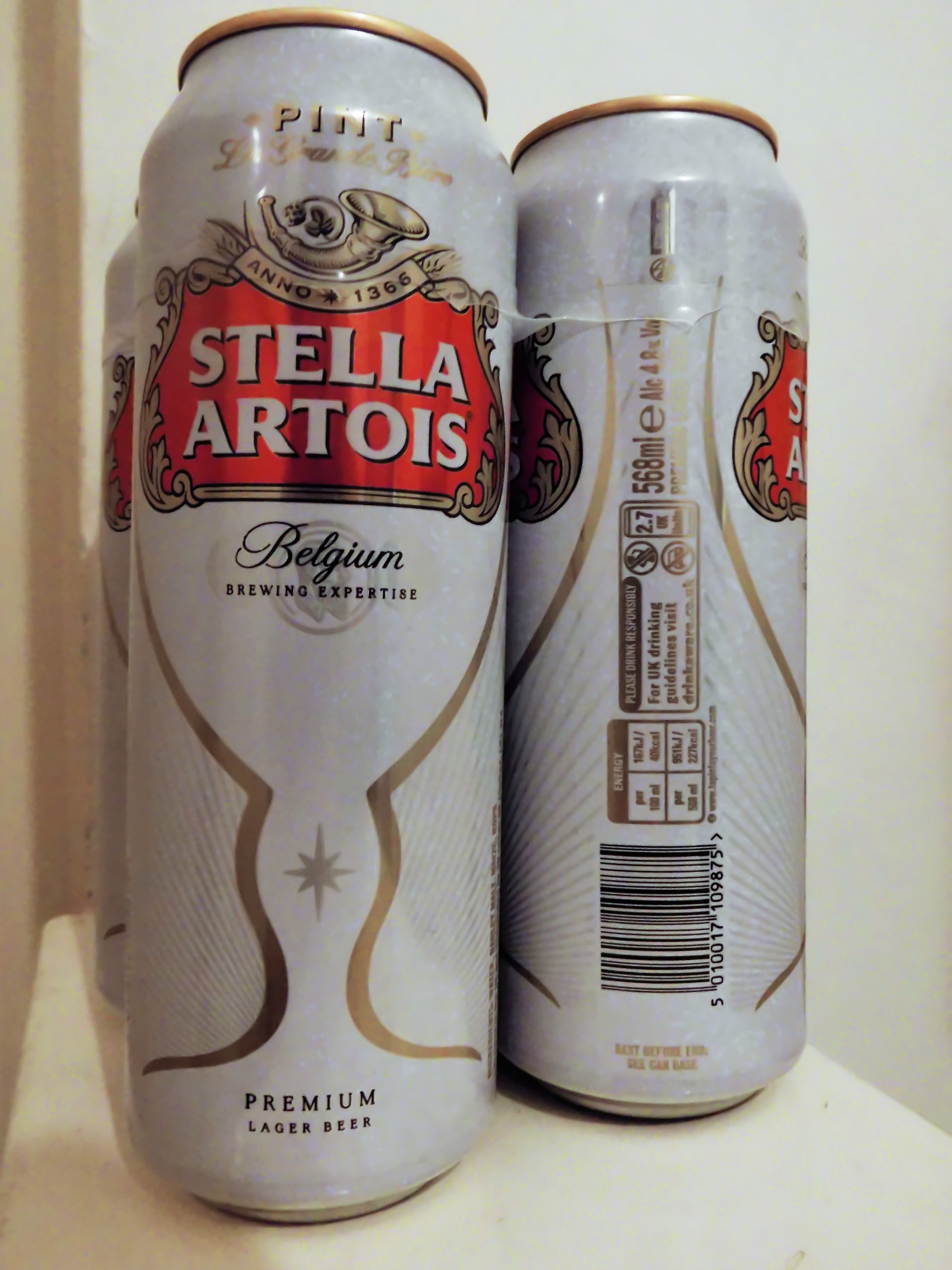
قوطی‌های یک پاینتی بریتانیایی (۵۶۸ میلی‌لیتر) معمولاً در سوپرمارکت‌های بریتانیایی یافت می‌شوند.

پاینت بریتانیایی برابر با یک-هشتم گالون بریتانیایی (یا سلطنتی) است.
| ۱ پاینت بریتانیایی | = | ۱⁄۸                                                             | گالون بریتانیایی                                                |
|                    | = | ۱⁄۲                                                             | کوارت بریتانیایی                                                |
|                    | = | ۴                                                               | گیل بریتانیایی                                                  |
|                    | = | ۲۰                                                              | اونس سیال بریتانیایی                                            |
|                    | = | ۵۶۸٫۲۶۱۲۵                                                       | میلی‌لیتر (دقیقاً)                                                |
|                    | ≈ | ۳۴٫۶۷۷۴۲۹۰۹۹                                                    | اینچ مکعب                                                       |
|                    | ≈ | ۱٫۲۰۰۹۴۹۹۲۵۵                                                    | پاینت مایع آمریکایی                                             |
|                    | ≈ | ۱٫۰۳۲۰۵۶۷۴۳۵                                                    | پاینت خشک آمریکایی                                              |
|                    | ≈ | حجم ۲۰ اونس (۵۶۷ گرم) آب در ۶۲ درجه فارنهایت (۱۶٫۷ درجه سلسیوس) | حجم ۲۰ اونس (۵۶۷ گرم) آب در ۶۲ درجه فارنهایت (۱۶٫۷ درجه سلسیوس) |

### پاینت مایع آمریکایی
در ایالات متحده، یک پاینت مایع یک-هشتم گالن مایع (۲۳۱ اینچ مکعب) تعریف می‌شود.
| ۱ پاینت مایع آمریکایی | = | ۱⁄۸                                                                | گالن مایع آمریکایی                                                 |
|                       | = | ۱⁄۲                                                                | کوارت مایع آمریکایی                                                |
|                       | = | ۲                                                                  | پیمانه آمریکایی                                                    |
|                       | = | ۴                                                                  | گیل آمریکایی                                                       |
|                       | = | ۱۶                                                                 | اونس سیال آمریکایی                                                 |
|                       | = | ۱۲۸                                                                | درام آمریکایی                                                      |
|                       | = | ۲۸٫۸۷۵                                                             | اینچ مکعب (دقیقاً)                                                  |
|                       | = | ۴۷۳٫۱۷۶۴۷۳                                                         | میلی‌لیتر (دقیقاً)                                                   |
|                       | ≈ | ۰٫۸۳۲۶۷۴۱۸۴۶۳                                                      | پاینت بریتانیایی                                                   |
|                       | ≈ | ۰٫۸۵۹۳۶۷۰۰۷۳۸                                                      | پاینت خشک آمریکایی                                                 |
|                       | ≈ | حجم ۱٫۰۴۱ پوند (۴۷۲ گرم) آب در ۶۲ درجه فارنهایت (۱۶٫۷ درجه سلسیوس) | حجم ۱٫۰۴۱ پوند (۴۷۲ گرم) آب در ۶۲ درجه فارنهایت (۱۶٫۷ درجه سلسیوس) |

### پاینت خشک آمریکایی
در ایالات متحده، یک پاینت خشک برابر با یک-هشتم گالن خشک است.
| ۱ پاینت خشک آمریکایی | = | ۱⁄۸            | گالن خشک آمریکایی   |
|                      | = | ۱⁄۲            | کوارت خشک آمریکایی  |
|                      | = | ۳۳٫۶۰۰۳۱۲۵     | اینچ مکعب (دقیقاً)   |
|                      | = | ۵۵۰٫۶۱۰۴۷۱۳۵۷۵ | میلی‌لیتر (دقیقاً)    |
|                      | ≈ | ۰٫۹۶۸۹۳۸۹۷۱۹۲  | پاینت بریتانیایی    |
|                      | ≈ | ۱٫۱۶۳۶۴۷۱۸۶۱   | پاینت مایع آمریکایی |